# Seznam starostů Vancouveru
Toto je seznam starostů města Vancouver.
| Období    | Jméno starosty                    | Politická příslušnost                                       |
| --------- | --------------------------------- | ----------------------------------------------------------- |
| 1886–1887 | M. A. MacLean                     | nezávislý                                                   |
| 1888–1891 | David Oppenheimer                 | nezávislý                                                   |
| 1892–1893 | Frederick Cope                    | nezávislý                                                   |
| 1894      | R. A. Anderson                    | nezávislý                                                   |
| 1895–1896 | Henry Collins                     | nezávislý                                                   |
| 1897      | William Templeton                 | nezávislý                                                   |
| 1898–1900 | James F. Garden                   | nezávislý                                                   |
| 1901      | Thomas Owen Townley               | nezávislý                                                   |
| 1902–1903 | Thomas Fletcher Neelands          | nezávislý                                                   |
| 1904      | William J. McGuigan               | nezávislý                                                   |
| 1905–1906 | Frederick Buscombe                | nezávislý                                                   |
| 1907–1908 | Alexander Bethune                 | nezávislý                                                   |
| 1909      | Charles S. Douglas                | nezávislý                                                   |
| 1910–1911 | Louis Denison Taylor              | nezávislý                                                   |
| 1912      | James Findlay                     | nezávislý                                                   |
| 1913–1914 | Truman Smith Baxter               | nezávislý                                                   |
| 1915      | Louis Denison Taylor              | nezávislý                                                   |
| 1915–1917 | Malcolm Peter McBeath             | nezávislý                                                   |
| 1918–1921 | Robert Henry Otley Gale           | nezávislý                                                   |
| 1922–1923 | Charles Edward Tisdall            | nezávislý                                                   |
| 1924      | William Reid Owen                 | nezávislý                                                   |
| 1925–1928 | Louis Denison Taylor              | nezávislý                                                   |
| 1929–1930 | William Harold Malkin             | nezávislý                                                   |
| 1931–1934 | Louis Denison Taylor              | nezávislý                                                   |
| 1935–1936 | Gerald Grattan McGeer             | nezávislý                                                   |
| 1937–1938 | George Clark Miller               | nezávislý                                                   |
| 1939–1940 | James Lyle Telford                | nezávislý                                                   |
| 1941–1946 | Jack (Jonathan Webster) Cornett   | Non-Partisan Association                                    |
| 1947      | Gerald Gratton McGeer             | Non-Partisan Association                                    |
| 1947–1948 | Charles Jones                     | Non-Partisan Association                                    |
| 1948      | George Clark Miller (zastupující) | Non-Partisan Association                                    |
| 1949–1950 | Charles Edwin Thompson            | Non-Partisan Association                                    |
| 1951–1958 | Frederick Hume                    | Non-Partisan Association                                    |
| 1959–1962 | A. Thomas Alsbury                 | nezávislý                                                   |
| 1963–1966 | William Rathie                    | Non-Partisan Association                                    |
| 1967–1972 | Tom Campbell                      | nezávislý, později Non–Partisan Association                 |
| 1972–1976 | Art Phillips                      | TEAM                                                        |
| 1976–1980 | Jack Volrich                      | TEAM, později nezávislý                                     |
| 1980–1986 | Michael Harcourt                  | nezávislý                                                   |
| 1986–1993 | Gordon Campbell                   | Non-Partisan Association                                    |
| 1993–2002 | Philip Owen                       | Non-Partisan Association                                    |
| 2002–2005 | Larry Campbell                    | Coalition of Progressive Electors, později Vision Vancouver |
| 2005–2008 | Sam Sullivan                      | Non-Partisan Association                                    |
| 2008–2018 | Gregor Robertson                  | Vision Vancouver                                            |
| 2018–2022 | Kennedy Stewart                   | Forward Together                                            |
| od 2022   | Ken Sim                           | ABC Vancouver                                               |